# ملياريسيون

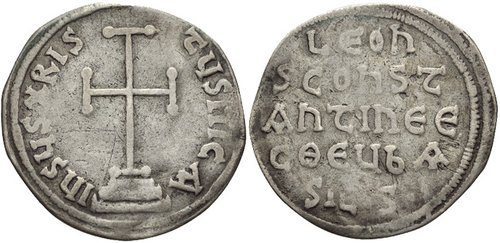
مثال على أول ميلياريزيا، ضربها ليو الثالث (r. 717–741) للاحتفال بتتويج ابنه قسطنطين الخامس (r. 741–775)، كإمبراطور مشارك. لاحظ عدم وجود أي صورة باستثناء الصليب.

ملياريسيون (اليونانية: μιлιαρήσιον، من اللاتينية: miliarensis)، هو اسم يستخدم لنوعين من العملات الفضية البيزنطية. في معناها الأكثر شيوعًا، تشير إلى العملة الفضية المسطحة التي سكت بين القرنين الثامن والحادي عشر.

## التاريخ
في الأصل، إطلق الاسم على سلسلة من العملات الفضية الصادرة في القرن الرابع والتي ضربت بنسبة 72 لكل جنيه وكانت تعادل 1000 نومي. منذ ذلك الحين وحتى القرن السابع، لم يحصل البيزنطيون على عملات فضية متداولة بشكل منتظم، على الرغم من وجود عدد صغير جدًا من الإصدارات التذكارية التي سكت. في القرن السابع، كان الملياريسيون اسمًا بديلًا ربما أُطلق على نوع مختلف من العملة المعدنية السداسية قصيرة العمر التي سُكَّت في عهد هرقل وقسطنطين الثاني. من ق. 720 ، هذه العملة المعدنية المتنوعة، والتي كانت أوسع وأرق من السداسية، أنشأها ليو الثالث الإيساوري( r. 717–741 ).
العملة المعدنية الجديدة، والتي عادة ما تحتفظ بمصطلح miliaresion لها بين علماء العملات، ضربت على ما يبدو بنسبة 144 لكل جنيه، بوزن أولي يبلغ حوالي 2.27 جرام، على الرغم من أن هذا الوزن زاد في الفترة المقدونية إلى 3.03 جرام. جرام (أي 108 قطعة نقدية لكل جنيه). يحمل تصميم العملات المعدنية تشابهًا مذهلاً مع سلسلة من العملات الفضية التي سكتها الإمبراطورية الساسانية الفارسية في القرن السابق، والتي نسخت لاحقًا من قبل الخلافة الأموية الإسلامية. ويبدو أن البيزنطيين استلهموا التصميم الجديد من تأثير هذا الأخير، خاصة في ضوء سياسات تحطيم الأيقونات التي انتهجتها سلالة إيساوريا. مثل الدرهم الفضي المعاصر للخلافة، لم يتضمن المليار في البداية أي تمثيل بشري، بل حمل بدلاً من ذلك أسماء وألقاب إمبراطور واحد أو أباطرة على الوجه الخلفي وصليب على درجات على الوجه الأمامي.
في القرن الأول من ' المليار ، يبدو أنها كانت تُضرب فقط كعملة احتفالية بمناسبة تعيين إمبراطور مشارك، وبالتالي فهي تتميز دائمًا بأسماء اثنين من الإمبراطورين البيزنطيين. فقط من عهد الإمبراطور ثيوفيلوس ( r. (829–842 ) هل أصبحت العملة المعدنية إصدارًا منتظمًا، تضرب طوال فترة حكم الإمبراطور. في القرن العاشر، الإمبراطور ألكسندر ( r. (حكم r. ) قدم تمثال نصفي للمسيح على الوجه، ورومانوس الأول .... قدم تمثال نصفي للمسيح على الوجه. (920–944 ) أضاف تمثالًا إمبراطوريًا إلى وسط الصليب. وبعد فترة وجيزة من ذلك، تحول الصليب القوي السابق من العصور القديمة المتأخرة إلى صليب صغير أحدث وأكثر إشراقًا، وغالبًا ما كان يحمل صورًا جانبية للإمبراطورين الحاكمين (مثل تلك الموجودة على تماثيل رومانوس الأول وقسطنطين السابع، أو تلك التي تجسد باسيل الثاني وشقيقه قسطنطين الثامن). واستمر التحول في منتصف القرن الحادي عشر، عندما ظهرت صور الإمبراطور والمسيح والسيدة العذراء على العملة المعدنية معًا. بحلول منتصف ستينيات القرن الحادي عشر، بلغ تنوع الصور ذروته في العديد من الأمثلة التي تصور إمبراطورة حاكمة تظهر إلى جانب إمبراطورها، ويبدو أن ذلك بدأ في عهد قسطنطين العاشر دوكاس وإيدوكيا مكرمبولتيسا، بسبب تأثير هذه الأخيرة الكبير على البلاط.
ومع ذلك، بحلول منتصف القرن الحادي عشر، وبسبب تخفيض قيمة العملة الذي بدأه رومانوس الثالث أرغيروس، بدأ أيضًا سك 2 ⁄ 3 و 1 ⁄ 3 أجزاء من المليار، وكان الانهيار العسكري والمالي الذي حدث في المقام الأول في ظل سلالة دوكاس في ستينيات وسبعينيات القرن الحادي عشر مؤثرًا بشدة على جودة العملة المعدنية. بحلول ثمانينيات القرن الحادي عشر، فقدت هذه العملة أهميتها، ولم يتبق منها إلا أمثلة نادرة قليلة من عهد ألكسيوس الأول كومنينوس ( r. 1081–1118 ). توقف عن استخدامه بعد عام 1092 (بسبب إصلاح العملة الذي أجراه ألكسيوس الأول)، لكنه ظل بمثابة عملة حسابية، تساوي 1 ⁄ 12 من النوميسما. بعد الإصلاح، استبدل بعملة معدنية من فئة مليار تراكي منخفضة الجودة، والتي بلغت قيمتها في البداية ربع مليار، ولكن على مدار القرن التالي انخفضت قيمتها بشكل كبير، خاصة بعد انهيار سلالة كومنينيون بعد وفاة مانويل الأول كومنينوس في عام 1180. يبدو أن الملياريسيون قد نسي إلى حد كبير بحلول القرن الثالث عشر، وخاصة بعد نهب القسطنطينية في عام 1204، ولكن قاموا بإحياؤه بطريقة ما في شكل الباسيليكون، وهي عملة فضية مسطحة صدرت في إمبراطورية العصر الباليولوجي من حوالي عام 1300 فصاعدًا.
بعد سقوط الإمبراطورية البيزنطية في النصف الأخير من القرن الخامس عشر، نجا اسم المليارريسيون باعتباره أثرًا في اللغات الأوروبية الغربية، حيث استخدم مصطلح المليارس للإشارة إلى أنواع مختلفة من العملات الفضية الإسلامية.

## معرض الصور

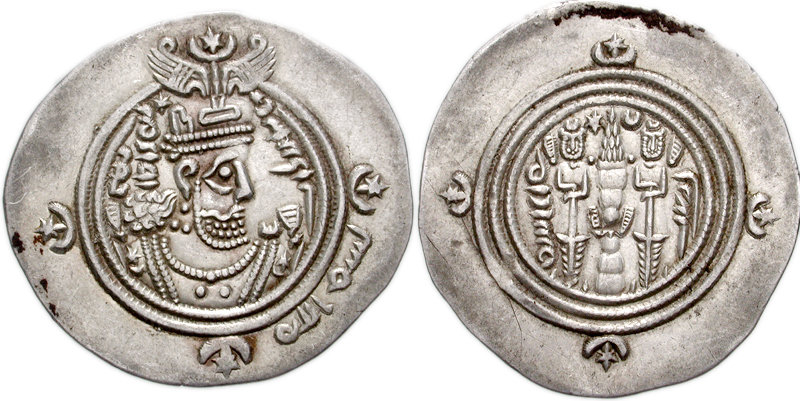
تقليد راشدون للعملة المعدنية ( ق. 630 ) للملك الساساني خسرو الثاني . هذه العملة الانتقالية من السنوات الأولى للخلافة توضح بعض سمات التصميم التي يبدو أنها ألهمت المليارات البيزنطية.
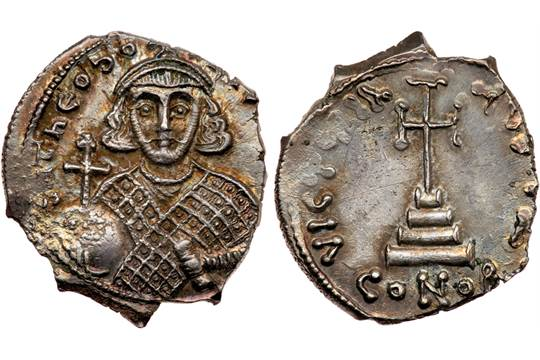
مثال نادر لنجمة سداسية لثيودوسيوس الثالث ( r. 715–717 )، ضربت قبل بضع سنوات فقط من تقديم عملة الملياريسون . لاحظ تصميم صليب النجمة السداسية الذي نفذ عند تصميم وجه عملة الملياريسون .
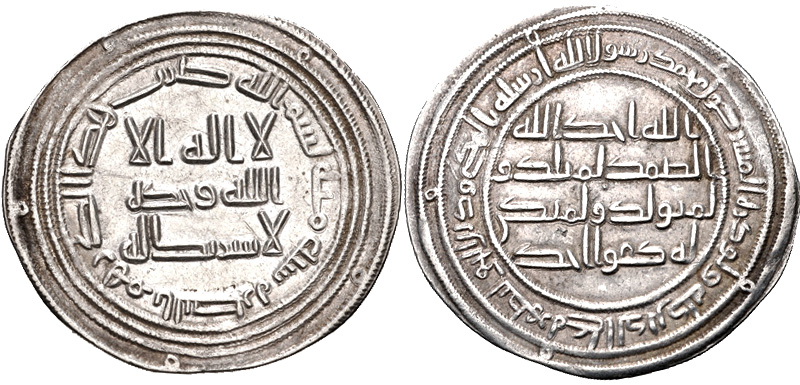
درهم الخليفة عمر الثاني ( r. 717–720 ). لاحظ الافتقار التام للصور على العملة المعدنية. يبلغ حجمها تقريبًا 25 مم، وتزن 2.78 جرامًا، وكلاهما قريب جدًا من نظيرتها البيزنطية. مصدر إلهام معاصر مهم لعملة ليو الثالث الجديدة.
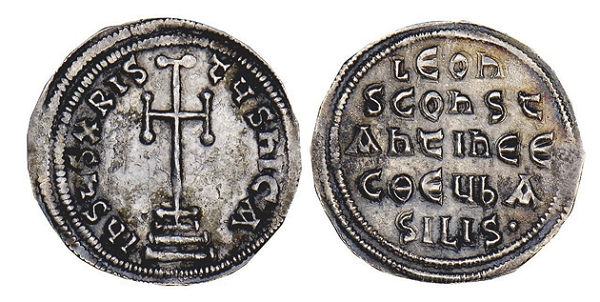
مثال مبكر على العملة الجديدة التي أصدرها ليو الثالث ، وهي عملة الملياريسون . لاحظ أوجه التشابه مع العملات الثلاث السابقة، وهي: الحافة الدائرية المتحدة المركز، والصليب القائم المنمق، واستخدام النصوص والرموز البسيطة بدون أشكال بشرية.
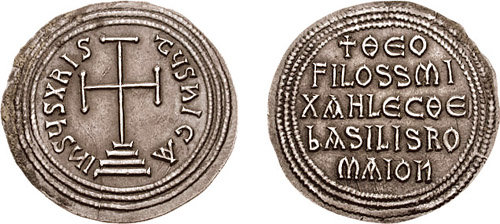
الملياردير الذي ضربه ثيوفيلوس ( r. 829–842 ) تتميز بتصميم الصليب المبكر القوي على الوجه الذي بدأه ليو الثالث، مع عبارات استفزازية على الوجه الخلفي. استمر هذا التصميم الكلاسيكي حتى عهد ليو السادس الحكيم ( r. 886–912 ).
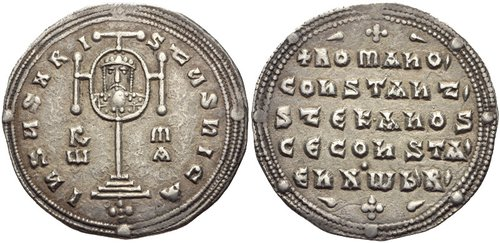
ملياردير ضربه رومانوس الأول ليكابينوس ( r. 920–944 )، والذي يعدل التصميم الكلاسيكي ليشمل صورة مصغرة في وسط الصليب (الوجه) وأسماء الإمبراطور الأكبر والأباطرة المشاركين، قسطنطين السابع وستيفن وقسطنطين (الوجه الخلفي).
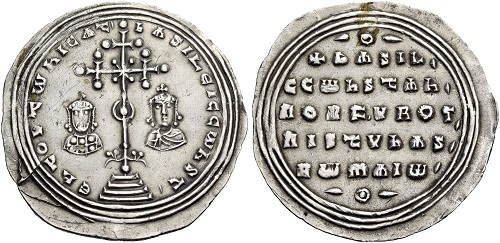
ملياردير ضربها باسيل الثاني ( r. 976–1025 )، وقسطنطين الثامن ( r. 976–1028 ) يتميز بتصميم الصليب المشع الذي يعود إلى ذروة العصر المقدوني. ظهر هذا التصميم الجديد لأول مرة في نهاية عهد رومانوس الأول، وترسّخ تحت حكم قسطنطين السابع بورفيروجينيتوس .
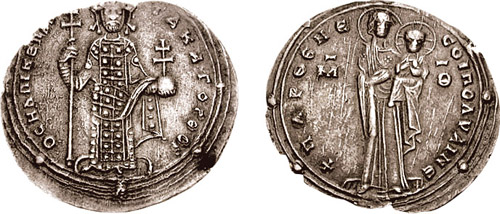
ملياردير ضربها رومانوس الثالث ( r. 1028-1034 )، وتتميز بالانحراف عن تصميم الصليب والعبارات الأصلي، وبدلاً من ذلك تصور والدة الإله مع الطفل المسيح على الوجه والإمبراطور الواقف مرتديًا شارات إمبراطورية على الوجه الخلفي.
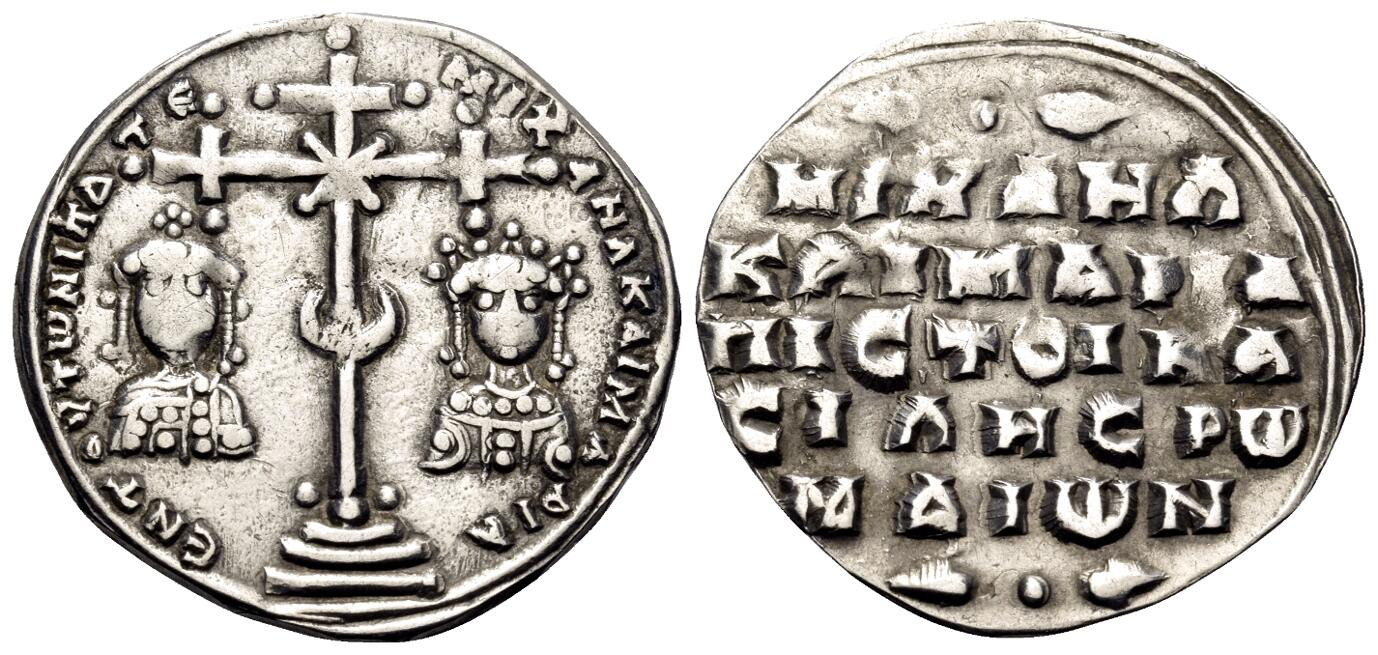
ملياردير ضربه مايكل السابع دوكاس ( r. 1071–1078 ) وإمبراطورته ماريا من ألانيا، والتي تتميز مرة أخرى بتصميم صليب مشع. هذا مثال نادر لإمبراطورة تصور على نفس العملة مع الإمبراطور الحاكم.
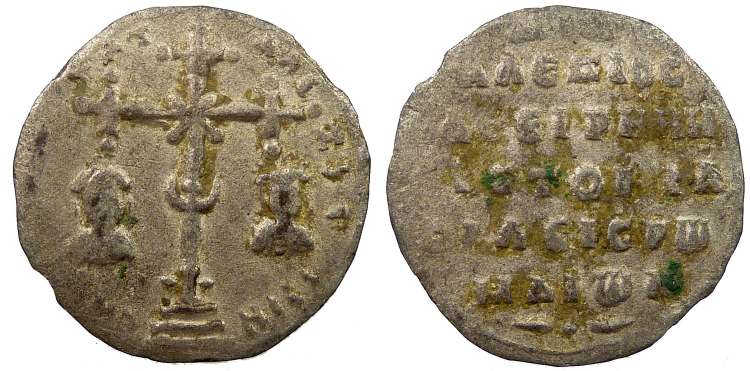
مثال نادر للغاية لملياريسيون ضرب في السنوات الأولى من حكم ألكسيوس الأول كومنينوس ( r. 1081–1118 ). استخدم نمط وتصميم صليب مماثل لذلك المستخدم في لوحة ميخائيل السابع في سبعينيات القرن الحادي عشر، ويظهر أليكسيوس إلى جانب زوجته إيرين دوكينا .

## قراءة إضافية
- Grierson، Philip (1982). Byzantine Coins. London: Methuen. ISBN:978-0-416-71360-2. مؤرشف من الأصل في 2023-04-05.
- Hendy، Michael F. (1985). Studies in the Byzantine Monetary Economy c. 300–1450. Cambridge: Cambridge University Press. ISBN:0-521-24715-2. مؤرشف من الأصل في 2023-04-05.
- Lauritzen، Frederick (2009). "The Miliaresion Poet: The Dactylic Inscription on a Silver Coin of Romanos III Argyros". Byzantion. ج. 79: 231–240. ISSN:0378-2506.